# Moléson
Moléson je hora ve švýcarském kantonu Fribourg, vysoká 2002 m n. m. Leží v severní části Freiburských Alp nedaleko města Gruyères. Název hory je doložen v desátém století v podobě Moleisum a je odvozován od výrazu mola summum (vrchol kopce).
Hora se vypíná nad údolím Sány. Je tvořena vápencem z období pozdní jury. Vrchol je dosažitelný pěší chůzí a nachází se na něm restaurace a observatoř. Moléson je vyhledáván lyžaři díky černé sjezdovce, provozuje se zde také chůze na sněžnicích nebo jízda na saních, devalkartu a na horských kolech. Každoročně se koná závod v horském běhu Neirivue-Moléson. Z turistického střediska Moléson-sur-Gruyères vede od roku 1960 na vrchol lanovka. Existoval i plán na stavbu železnice z Les Avants, realizaci však zabránilo sdružení Schweizer Heimatschutz.
Oblast kolem hory je známá výrobou sýra. Místní pastýře oslavil Ignace Baron v básni L'Armailli du Moléson, kterou zhudebnil Casimir Meister.